# Astragalus vallicola
Astragalus vallicola är en ärtväxtart som beskrevs av Nikolai Fedorovich Gontscharow. Astragalus vallicola ingår i släktet vedlar, och familjen ärtväxter. Inga underarter finns listade i Catalogue of Life.